# تشخيص ضعف السمع

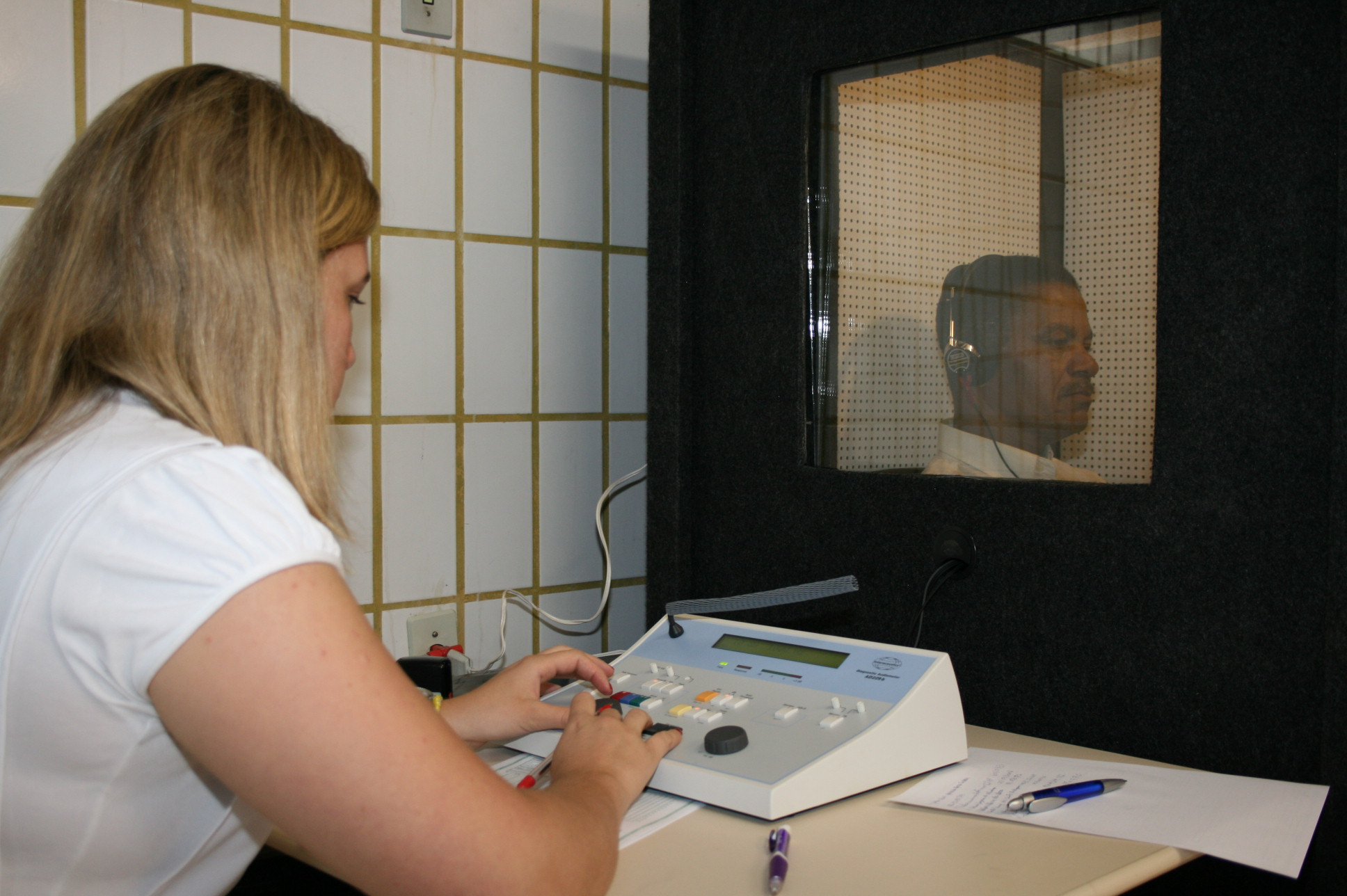

يحدد فقدان السمع عادةً بواسطة الطبيب العام، أو اختصاصي الأنف والأذن والحنجرة، أو اختصاصي سمعيات معتمد ومرخص، أو اختصاصي سمع مدرسي أو صناعي، أو فني قياس سمعي آخر. يجري تشخيص سبب فقدان السمع من قبل طبيب متخصص (طبيب أمراض السمع واضطرابات التوازن) أو اختصاص الأنف والأذن والحنجرة.
الفرق بين اختبار السمع الذاتي والموضوعي.
الذاتي:
1. يتطلب مشاركة الطفل/ الوالدين والتعاون.
2. التقييم غير رسمي.
3. قياس القدرة الوظيفية الكلية.
4. يعتمد على التقنيات السلوكية.
الموضعي:
1.لا يتطلب مشاركة المريض.
2. اختبار شكلي.
3. يحدد قدرة المريض على السمع، ومدى جودة عمل الأذن.
4. يعتمد على الاستجابة الفيزيولوجية اللاإرادية.

## تاريخ الحالة
تاريخ الحالة (عادة ما يكون نموذجًا مكتوبًا، مع استبيان) يمكن أن يوفر معلومات قيمة حول حالة فقدان السمع، ويشير إلى نوع الإجراءات التشخيصية التي يجب توظيفها. وسجل الحالة يتضمن عناصر مثل:
• مصدر قلق رئيسي
• معلومات الولادة والحمل
• التاريخ الطبي
• تاريخ التنمية
• التاريخ العائلي
• بيئة العمل
• بيئة المنزل

## الفحص
الفحوصات المخبرية
في حالة العدوى أو الالتهاب، الدم أو سوائل الجسم الأخرى يمكن تقديمها للتحليل المختبري.

## اختبارات السمع
عموماً يقاس فقدان السمع من خلال تشغيل الأصوات المُنشأة أو المُسجلة، وتحديد ما إذا كان بإمكان الشخص سماعها. تختلف حساسية السمع حسب تردد الأصوات. لأخذ هذا في الاعتبار، يمكن قياس حساسية السمع لمجموعة من الترددات وعرضها على مخطط سمعي.
هناك طريقة أخرى لقياس فقدان السمع هي اختبار السمع باستخدام تطبيق الهاتف المحمول أو سماعات الأذن، والذي يتضمن اختبار السمع.  يشبه تشخيص السمع باستخدام تطبيقات الهاتف إجراء قياس السمع. نتيجة لاختبار السمع، تحدد عتبات السمع بترددات مختلفة (مخطط سمعي). على الرغم من وجود أخطاء في القياسات، يمكن أن يساعد التطبيق في تشخيص ضعف السمع. يمكن استخدام مخطط السمع، الذي جرى الحصول عليه باستخدام تطبيقات الهاتف المحمول، لضبط سماعات الأذن.
وهناك طريقة أخرى لقياس فقدان السمع هي اختبار الكلام في الضوضاء. كما يوحي الاسم، يعطي اختبار الكلام في الضوضاء مؤشرًا على مدى فهم المرء للكلام في بيئة صاخبة. غالبًا ما يكون الشخص المصاب بفقدان السمع أقل قدرة على فهم الكلام، خاصة في الظروف الصاخبة. هذا ينطبق بشكل خاص على الأشخاص الذين يعانون من فقدان السمع الحسي العصبي - وهو إلى حد بعيد أكثر أنواع فقدان السمع شيوعًا. على هذا النحو، يمكن أن توفر اختبارات الكلام في الضوضاء معلومات قيمة حول قدرة الشخص على السمع، ويمكن استخدامها للكشف عن وجود فقدان السمع الحسي العصبي. قد يكون اختبار الكلام في الضوضاء الذي جرى تطويره مؤخرًا من خلال الأرقام الثلاثية اختبار فحص أكثر كفاءة.
اختبار الانبعاثات الصوتية هو اختبار سمعي موضوعي يمكن إجراؤه للأطفال الصغار والأطفال الأصغر من أن يتعاونوا في اختبار السمع التقليدي. الاختبار مفيد أيضًا لدى الأطفال الأكبر سنًا والبالغين وهو مقياس مهم في تشخيص الاعتلال العصبي السمعي الموصوف أعلاه.
اختبار استجابة جذع الدماغ السمعي هو اختبار فيزيولوجي كهربائي يستخدم لاختبار فقدان السمع الناتج عن أمراض داخل الأذن وعصب القوقعة وأيضًا داخل جذع الدماغ. يمكن استخدام هذا الاختبار لتحديد التأخير في توصيل النبضات العصبية بسبب الأورام أو الالتهابات ولكن يمكن أيضًا أن يكون اختبارًا موضوعيًا لحدود السمع. يمكن لاختبارات الفيزيولوجيا الكهربية الأخرى، مثل الاستجابات المستحثة القشرية، أن تنظر في مسار السمع حتى مستوى القشرة السمعية.

## الفحوصات
يمكن أن تكون فحوصات التصوير بالرنين المغناطيسي والتصوير المقطعي المحوسب مفيدة في تحديد أمراض العديد من أسباب ضعف السمع. تكون هناك حاجة لها فقط في حالات محددة.

## التصنيف
يصنف فقدان السمع حسب النوع والخطورة والتكوين. بالإضافة إلى ذلك، قد يوجد ضعف السمع في أذن واحدة فقط (من جانب واحد) أو في كلتا الأذنين (ثنائية). يمكن أن يكون فقدان السمع مؤقتًا أو دائمًا، مفاجئًا أو تدريجيًا.

### الخطورة
تصنف شدة فقدان السمع وفقًا لنطاقات العتبات الاسمية التي يجب أن يكون فيها الصوت حتى يمكن للفرد اكتشافه. يقاس بالديسيبل لفقدان السمع أو اختصاراً «dB HL». يجري قياس فقدان السمع لدى الفرد عبر عدة ترددات، معظمها 500 هرتز و1000 هرتز و2000 هرتز و4000 هرتز. ضعف السمع لدى الفرد هو متوسط قيم ضعف السمع على الترددات المختلفة. يمكن تصنيف فقدان السمع بشكل مختلف وفقًا للمنظمات المختلفة؛ وهكذا، في بلدان مختلفة هناك أنظمة مختلفة قيد الاستخدام.
يمكن تصنيف فقدان السمع على أنه طفيف، أو معتدل، أو متوسط، أو معتدل شديد، أو شديد، أو عميق على النحو المحدد أدناه:
• طفيف: بين 16 و 25 ديسيبل
• معتدل:
○ للبالغين: بين 26 و 40 ديسيبل
○ للأطفال: بين 20 و 40 ديسيبل 
• متوسط: بين 41 و 54 ديسيبل 
• معتدل الشدة: بين 55 و 70 ديسيبل 
• شديد: بين 71 و 90 ديسيبل 
• عميق: 91 ديسيبل أو أكثر
أصم تمامًا: ليس لديهم سمع على الإطلاق. وهذا ما يسمى صَمَمٌ.
وفيما يلي تصنيفات قياس السمع لضعف السمع وفقًا للمكتب الدولي لعلم السمع «BIAP» في بلجيكا:
• السمع الطبيعي أو غير الطبيعي: متوسط فقدان النغمة يساوي أو أقل من 20 ديسيبل.
• ضعف السمع الخفيف: متوسط فقدان النغمة بين 21 و 40 ديسيبل.
• ضعف السمع المعتدل
○ الدرجة الأولى: متوسط فقدان النغمة بين 41 و 55 ديسيبل.
○ الدرجة الثانية: متوسط فقدان النغمة بين 56 و 70 ديسيبل.
• فقدان السمع الشديد
○ الدرجة الأولى: متوسط فقدان النغمة بين 71 و 80 ديسيبل.
○ الدرجة الثانية: متوسط فقدان النغمة بين 81 و 90 ديسيبل.
• ضعف شديد في السمع
○ الدرجة الأولى: متوسط فقدان النغمة بين 91 و 100 ديسيبل.
○ الدرجة الثانية: متوسط فقدان النغمة بين 101 و 110 ديسيبل.
○ الدرجة الثالثة: متوسط فقدان النغمة بين 111 و 119 ديسيبل.
فقدان السمع الكلي أو صمم: متوسط فقدان النغمة يساوي أو يزيد عن 120 ديسيبل.
قد يؤثر فقدان السمع على إحدى الأذنين أو كلتيهما. إذا تأثرت كلتا الأذنين، فقد تتأثر إحدى الأذنين أكثر من الأخرى. وبالتالي فمن الممكن، على سبيل المثال، أن يكون لديك سمع طبيعي في أذن واحدة ولا شيء في الأخرى على الإطلاق، أو أن يكون لديك ضعف سمع خفيف في أذن وفقدان سمع متوسط في الأخرى.
لأغراض قانونية معينة مثل مطالبات التأمين، يوصف فقدان السمع من حيث النسب المئوية. نظراً إلى أن ضعف السمع يمكن أن يختلف حسب التردد وأن المخططات السمعية مخططة بمقياس لوغاريتمي، إن فكرة النسبة المئوية لفقدان السمع هي فكرة تعسفية إلى حد ما، ولكن عندما يجري تحويل ديسيبل فقدان السمع عبر صيغة معترف بها قانونًا، فمن الممكن حساب «نسبة فقدان السمع» المعيارية، وهو مناسب للأغراض القانونية فقط.